# Bělomorkanal
Bělomorkanal (Беломоркана́л), lidově Bělomorky, je ruská značka cigaret typu papirosa. Začaly se vyrábět v roce 1932 v tabákovém závodě Urického v Leningradě na počest dokončení Bělomořsko-baltského kanálu. Tabák namíchal technolog Vasilyj Iohanidi, obal navrhl výtvarník Andrej Tarakanov.
Patří k nejlevnějším značkám na ruském trhu (sovětská norma je řadila do páté z šesti kategorií kvality) a kromě tabáku virginského obsahují i tabák selský. Jsou velmi silné: obsah nikotinu je 1,5—1,8 mg, obsah dehtu 27—35 mg. V krabičce z měkkého kartonu je 25 cigaret, rozměr krabičky je 82 × 83 × 23 milimetrů. Dlouhý papírový náustek umožňuje kouřit i v zimě bez sundání rukavic; dá se libovolně deformovat, jak předváděl Vlk v seriálu Jen počkej, zajíci!.
Po rozpadu Sovětského svazu jejich popularita klesla, mj. proto, že jejich název připomíná jednu z nejhorších epizod ruských dějin. V roce 2013 Bělomorky označovaly za oblíbenou značku 4 % ruských kuřáků a krabička vyšla v přepočtu asi na 10 Kč.